# 건강 형평성
건강 형평성(Health Equity)은 인구 집단 사이에 불공평한 건강 격차와 형평성을 다루는 개념이다.

## 건강 불평등
건강 불평등(Health Inequality)은
개인 간, 또는 집단 간에 건강의 차이가 있는 상태를 의미한다.

## 같이 보기
- 평등
- 건강권
- 건강증진
- 공중 보건